# Моралес, Эво
Хуа́н Э́во Мора́лес А́йма (исп. Juan Evo Morales Ayma; род. 26 октября 1959, Оринока, Оруро) — боливийский государственный и политический деятель. Президент Боливии (22 января 2006 — 10 ноября 2019). 10 ноября 2019 года, в результате массовых протестов, был вынужден уйти в отставку. По национальности аймара, он считается первым представителем коренного населения Америки, руководившим Боливией, за более чем 400 лет со времён начала испанской колонизации. Возглавлял Боливию дольше, чем кто-либо в её истории.

## Биография

### Ранние годы
Моралес родился в бедной крестьянской католической семье. Его родители — мать Мариа Мамани, отец Дионисио Моралес Уанка — индейцы аймара, занимались разведением лам и земледелием. Он так вспоминал о своём детстве: «В нашем доме единственное, что было, так это мешок кукурузы. Из неё моя мама готовила нам и завтрак, и обед, и ужин. По праздникам она давала нам немного вяленого мяса».
Сельские учителя отзывались о Моралесе как о способном ученике, однако он так и не получил полного среднего образования. Его семья переехала в город Оруро, откуда он был призван на воинскую службу. В армии Моралес был трубачом в полковом оркестре. В начале 1980-х он уехал на заработки в горный район Чапаре, который известен плантациями коки. Спустя некоторое время он стал лидером профсоюза производителей коки.

### Начало политической карьеры
В 1995 году Эво Моралес создал партию «Движение к социализму» (исп. Movimiento al Socialismo), испанское сокращение которой — MAS — означает «больше». Она успешно участвовала в выборах в Национальный конгресс в коалиции от Объединённых левых.
В 1997 году Моралеса избрали в нижнюю палату парламента по спискам Объединённой левой организации.
На президентских выборах 2002 года Эво Моралес занял второе место, что явилось неожиданностью для традиционных боливийских партий. Это и его коренное происхождение моментально сделало его знаменитостью во всей Латинской Америке. Моралес заявил, что своим успехом он отчасти обязан направленным против него комментариям посла США в Боливии Мануэля Роча, которые, по словам Моралеса, помогли «пробудить сознание людей».

### Первый президентский срок
Моралес был избран президентом Боливии 18 декабря 2005 года. За него проголосовало около 54 процентов избирателей при явке 84 процента. Моралес вступил в должность 22 января 2006 года. Его успеху на президентских выборах способствовали антиамериканская предвыборная программа и обещания национализировать газовую индустрию. Кроме того, он пообещал избирателям, большинство которых составляют крестьяне, легализовать выращивание коки. Вскоре после избрания провел реформу конституции, запрещавшей главе государства избираться дважды подряд. Первый срок Моралеса, как потом установил суд, не засчитывался, и он смог переизбраться в 2014 году.
Два с половиной года спустя, 14 августа 2008 года, по требованию оппозиции, был проведён референдум об отзыве президента со своего поста. Моралес получил поддержку 67 процентов избирателей и остался на своём посту.

### Предполагаемое покушение на Эво Моралеса
17 апреля 2009 года боливийские СМИ сообщили о разоблачении и обезвреживании «террористической группы», которая планировала физическое уничтожение президента Моралеса и вице-президента Альваро Гарсиа Линеры. Согласно официальной версии, в ходе перестрелки между полицией и злоумышленниками в гостинице «Лас Америкас» в городе Санта-Крус три члена террористической группы были убиты и двое арестованы. Среди членов группы — румын, венгр, ирландец, боливиец и колумбиец, что указывает на возможность участия наёмных убийц в этом плане. Сам Моралес, который в этот день находился в Венесуэле, обвинил правую оппозицию в попытке государственного переворота, а вице-президент Линера назвал членов группы «террористами, связанными с право-фашистской экстремистской идеологией». Однако позднее выяснилось, что убитые состояли в близких связях с лево-сепаратистскими кругами из региона Санта-Крус, а их предводитель боливиец венгерского происхождения Эдуардо Роша-Флорес был известным международным леворадикальным экстремистом, в прошлом обучавшимся в Высшей школе КГБ им. Дзержинского и сотрудничавшим с Ильичом Рамиресом Санчесом. Оппозицией было проведено парламентское расследование, в результате которого было установлено, что перестрелки в отеле не было, а трое подозреваемых были убиты во время ночного штурма, скорее всего во время сна. Также появились свидетельства, что убитые умерли от одного прицельного выстрела, а не от нескольких огнестрельных ранений, как утверждалось ранее. Глава региона Санта-Крус Рубен Костас заявил, что данное «покушение» было сфабриковано с целью отвлечь население от попытки убийства Хулио Сандоваля — видного противника политики Моралеса
. Бывший генеральный прокурор Марсело Соза, впоследствии бежавший из страны и получивший статус политического беженца в Бразилии, утверждал, что официальные результаты расследования не соответствуют истине. Данное преступление остается одним из самых загадочных в современной истории Боливии.

### Второй президентский срок
В декабре 2009 года состоялись очередные президентские выборы. Эво Моралес победил, получив 63 % голосов. В 2014 году он повторно переизбрался благодаря решению суда, не засчитавшему его первый срок президентства.

### Третий президентский срок
В 2014 году вновь одержал победу на президентских выборах, получив поддержку 61,36 % избирателей.
21 февраля 2016 года в стране прошёл референдум о возможности Эво Моралеса в четвёртый раз участвовать в выборах через отмену ограничения быть президентом в два срока подряд. По итогам голосования против отмены ограничения на количество президентских сроков высказалось около 63 % избирателей.
Тем не менее, в декабре 2016 года Моралес был номинирован как кандидат в президенты на новый срок. В ноябре 2017 года Верховный суд Боливии признал ограничение на число сроков противоречащим конституции. Правительство Моралеса заявило, что результаты референдума не имеют силы, так как против Моралеса проводилась руководимая из США пропагандистская кампания.
1 января 2019 г. присутствовал на инаугурации Жаира Болсонару.

### Политический кризис
На выборах 20 октября 2019 года, по предварительным данным, Моралес получил 46,86 % голосов, а его соперник Карлос Меса, бывший президент и кандидат от коалиции «Гражданское общество» — 36,72 %. Моралес сразу объявил себя победителем выборов. Это привело к протестам и беспорядкам во многих городах страны. Моралес же заявил, что правые силы в стране при поддержке из-за рубежа начали попытку переворота. 23 октября Моралес объявил о введении в стране чрезвычайного положения. Во время акций протеста пострадало не менее 30 человек. Председатель Высшего избирательного суда Боливии Мария Эухения Чоке 30 октября заявила, что Организация американских государств (ОАГ) и Европейский союз могут проверить итоги подсчета голосов, власти открыты для этого.
ОАГ опубликовала отчёт о проверке, проведенной в ходе выборов. В отчёте содержалась информация о серьёзных нарушениях. В организации рассказали, что статистически маловероятно, что Моралес обеспечил 10-процентный разрыв, необходимый для победы. Выборы, по мнению международной организации, должны были быть отменены, поскольку были обнаружены «явные манипуляции» с системой голосования. «Манипуляции с компьютерными системами настолько велики, что боливийское государство должно тщательно исследовать их, чтобы разобраться в этом серьёзном деле и назначить ответственных». В тот же день главнокомандующий вооруженными силами Боливии генерал Уильямс Калиман попросил Моралеса подать в отставку, чтобы «помочь восстановить мир и стабильность» после нескольких недель протестов, добавив, что военные призывают боливийский народ воздерживаться от насилия и беспорядков. 10 ноября Эво Моралес объявил об отставке. Вслед за ним об уходе с поста объявил и вице-президент Альваро Гарсиа Линера. Спикер сената и спикер палаты депутатов также отказались возглавить страну. После этого Моралес покинул страну и улетел в Мексику, которая предоставила ему убежище. Второй вице‑спикер верхней палаты парламента, Жанин Аньес, из оппозиционной партии «Демократическое единство» согласилась взять на себя обязанности президента.

### Отставка
10 ноября 2019 года признал наличие нарушений во время всеобщих выборов, прошедших несколькими неделями назад и объявил о своей отставке на фоне продолжающихся протестов и под давлением полиции и армии.
12 ноября, вместе с дочерью и вице-президентом Альваро Гарсиа Линера прибыл в Мексику, где распоряжением министра внутренних дел Ольги Санчес Кордеро ему предоставлено политическое убежище.

### Уголовное преследование
18 декабря министр внутренних дел Боливии Артуро Мурильо опубликовал документ с решением о выдаче ордера на арест Моралеса в рамках расследования уголовного дела о подстрекательстве к мятежу, терроризме и финансировании терроризма.
21 декабря 2019 года министр юстиции Альваро Коимбра сообщил, что на экс-президента Моралеса действительно выдан ордер на арест. По его словам, миграционная служба предупреждена, и если Моралес пересечёт границу, то будет немедленно арестован. Кроме того, правительство Боливии обратилось в международные организации с просьбой дать правовую оценку действиям Моралеса в Аргентине, который продолжает выступать с политическими заявлениями после получения политического убежища в этой стране.

### Возвращение
В ноябре 2020 года Моралес вернулся в Боливию после победы на президентских выборах его сторонника Луиса Арсе. Он проехал через Потоси и Оруро в Кочабамбу, где его встретили более миллиона человек. Он поблагодарил Боливию за «сражение с правофланговой хунтой и победу демократии над империализмом», и предложил перезапустить УНАСУР. Он намеревался остаться в Кочабамбе, возобновив работу в профсоюзном движении и своей родной партии «Движение к социализму».
27 октября 2024 года Моралес заявил, что его автомобиль был обстрелян, и назвал это покушением на свою жизнь. После этого министр внутренних дел Боливии заявил, что инцидент был спровоцирован самим Моралесом: его охрана вступила в конфликт с полицейским патрулем, охранники Моралеса стреляли в полицейских и сбили автомобилем одного из них.

## Идеология
Правительство Моралеса снискало международные положительные оценки за существенное снижение бедности и неграмотности, а также высокие показатели экономического роста в Боливии. Его сторонники называли бывшего президента защитником прав коренного населения, антиимпериализма и энвайронментализма. С другой стороны, он также подвергался критике — как слева (за дальнейшее использование экстрактивистской модели экономики, шедшей вразрез с заявлявшимися им ценностями), так и справа (за курс, который воспринимался правой оппозицией как чрезмерно радикальный).
Моралес придерживается левых политических взглядов и возглавлял движение боливийских крестьян-кокалеро (выращивателей коки), которые противостоят попыткам правительства США уничтожить коку в провинции Чапаре в юго-восточной Боливии. Эво Моралес заявил:

Худшим врагом человечества является капитализм. Он то, что провоцирует восстания, подобные нашему, протест против системы, против неолиберальной модели, являющейся представлением дикого капитализма. Если весь мир не признает эту реальность, — что государства не предоставляют даже минимального здравоохранения, образования и питания, — то каждый день будут нарушаться фундаментальные права человека.

Эво Моралес придерживается также экологических принципов в отношении ведения экономики и видит выход из грядущих катастрофических климатических потрясений в рациональном и обдуманном использовании ресурсов:

Человечество находится перед альтернативой: следовать по капиталистическому пути, ведущему к смерти, или жить в гармонии с природой. Мы должны сделать выбор: погибнет капитализм или мать-Земля. Развитые страны грабят природные ресурсы, отравляют реки и озёра в поисках максимальной прибыли.

Он также заявил:

…идеологические принципы организации, антиимпериалистические и противостоящие неолиберализму, ясны и неизменны, но её членам ещё предстоит претворить их в реальность.

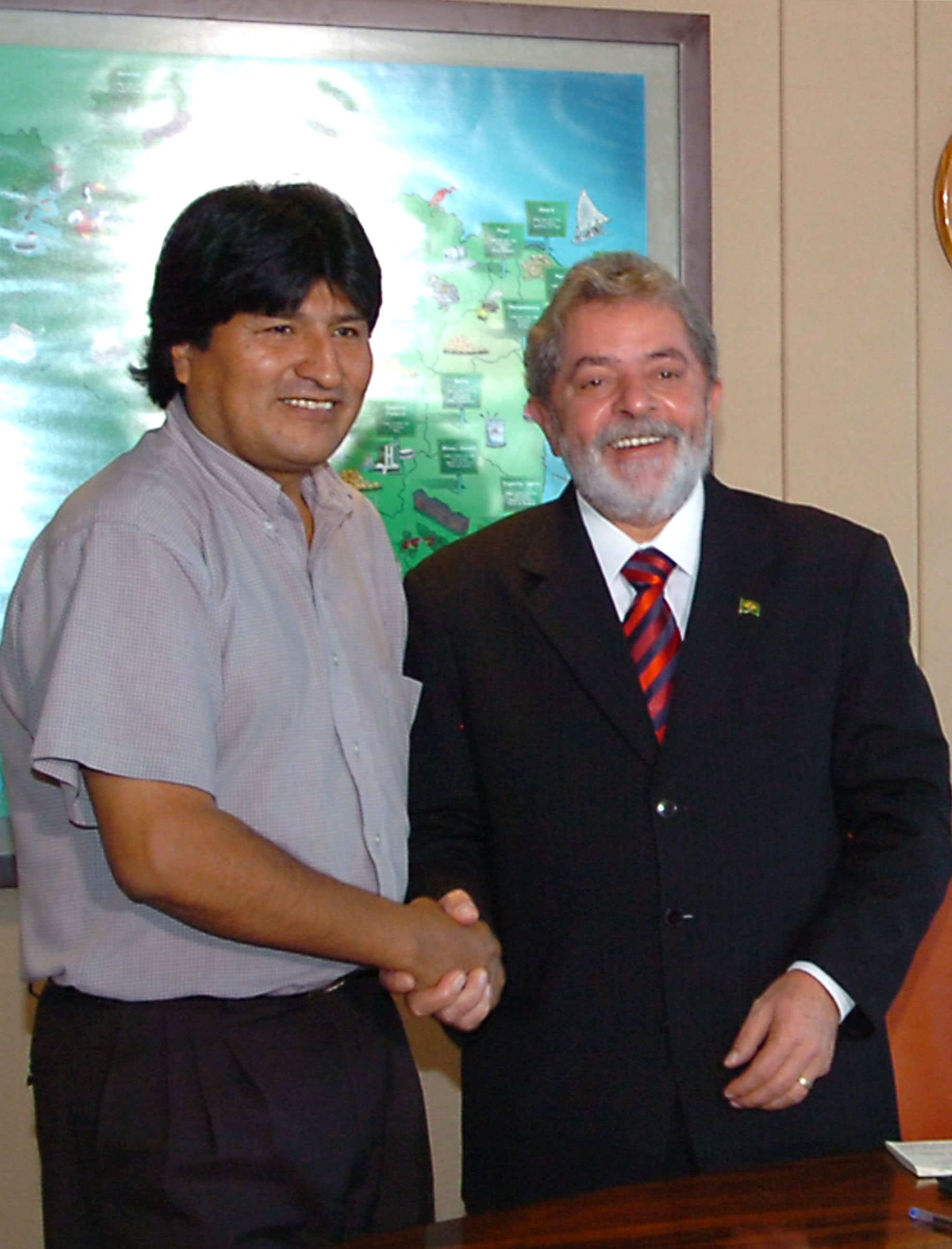
Эво Моралес и президент Бразилии Лула да Силва

Моралес призывает к созыву конституциональной ассамблеи для преобразования страны. Он также предлагает создание нового закона об углеводородах, который бы гарантировал, что 50 % дохода оставалось Боливии, хотя MAS высказывало интерес и в полной национализации газо- и нефтедобывающей индустрии. В итоге Эво Моралес выбрал компромиссный путь, поддерживая национализацию газодобывающих компаний, но не отказываясь и от международного сотрудничества в отрасли.
Продвигаемую США Американскую зону свободной торговли (FTAA) Моралес охарактеризовал как «соглашение для легализации колонизации Америк».
Эво Моралес восхищался коренной гватемальской активисткой Ригобертой Менчу, а также Фиделем Кастро.
Позиция Моралеса по отношению к наркотикам может быть кратко выражена как «лист коки не является наркотиком». Жевание листьев коки всегда было традиционным для коренного населения (аймара и кечуа), и эти листья у них считаются святыми. Наркотический эффект листьев коки меньше, чем у кофеина, содержащегося в кофе, и для многих бедных боливийцев они являются единственным способом работать целый день, который для некоторых из них может составлять пятнадцать или восемнадцать часов. Практике коренного населения жевания листьев коки более тысячи лет, и она никогда не вызывала наркотических проблем в их обществе. Поэтому Эво Моралес считает, что проблему кокаина следует решать на стороне потребления, а не уничтожением плантаций коки.

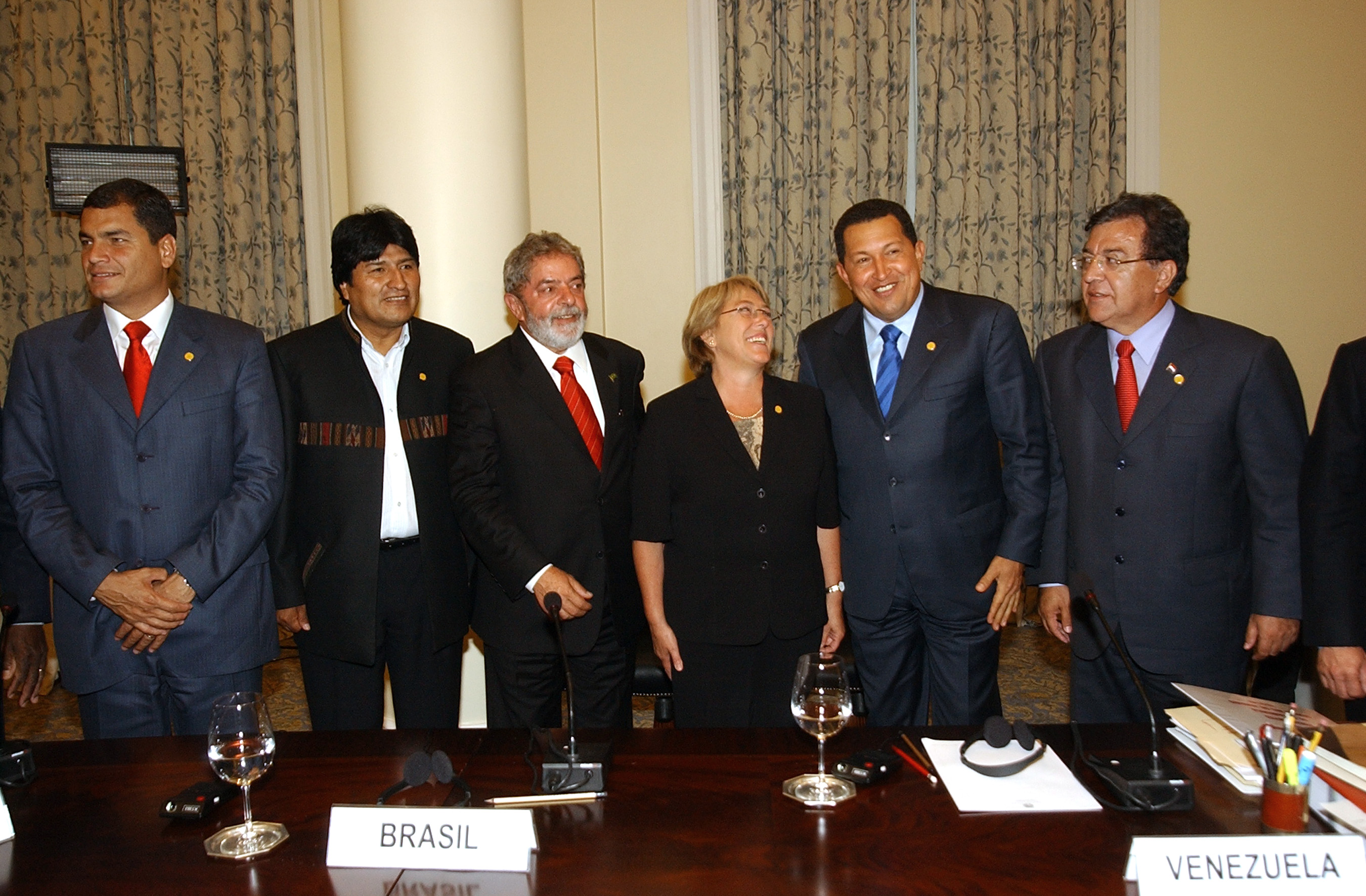
Главы государств Латинской Америки 18 января 2006 года

Между администрацией Эво Моралеса и Соединёнными Штатами существует множество разногласий по поводу законов по борьбе с наркотиками и способами сотрудничества двух стран, но тем не менее официальные лица обеих стран заявили о желании работать против наркотрафика. Шон Маккормак из Государственного департамента США подтвердил поддержку боливийской противонаркотической политики, а Моралес заявил: «не будет кокаина, не будет наркотрафика, но будет кока». Он также сказал, что отсутствие коки означало бы отсутствие кечуа и аймара — двух групп коренного населения Боливии.
Будущее правительство Эво Моралеса получило поздравления и политическую поддержку большинства президентов региона и нескольких европейских лидеров.

## Скандалы
В 2015 году оппозиция обвиняла Эво Моралеса в коррупции и злоупотреблению полномочиями через способствование назначению матери своего ребёнка Габриэлы Сапаты на высокую должность в китайскую компанию CAMC и заключению крупных контрактов между этой компанией и Боливией.

### Международный скандал в аэропорту Вены
3 июля 2013 года самолёт Эво Моралеса «Dassault Falcon 900EX», бортовой номер FAB 001, вылетел из Шереметьево в Лиссабон. Во время полёта Франция, Португалия, Италия и Испания отказали самолёту в пролёте через их воздушное пространство из-за подозрений, что на борту может находиться бывший сотрудник ЦРУ и разоблачитель Эдвард Сноуден, вывезенный таким образом из транзитной зоны московского аэропорта Шереметьево. 
Самолёт Моралеса приземлился в Австрии в Венском аэропорту. После посадки была предпринята попытка досмотра самолёта, в нарушение Венской конвенции. Моралеса почти 12 часов держали в Венском аэропорту (подобное обращение со стороны европейских коллег он назвал исторической ошибкой); при этом Сноудена на борту не оказалось.

4 июля  самолёт Моралеса благополучно приземлился в Ла-Пасе.
В связи с данным скандалом Моралес потребовал извинений от европейских стран. Испания отказалась извиняться перед Моралесом, французские же власти принесли ему извинения за инцидент.
В связи с инцидентом 5 июля в Кочабамбе (Боливия) состоялся экстренный саммит стран УНАСУР, в котором приняли участие 12 латиноамериканских президентов. В заявлении УНАСУР выражено возмущение инцидентом с самолётом Моралеса, поставившим под угрозу безопасность главы Боливии и его сотрудников. УНАСУР потребовал от европейских государств раскрыть подробности происшедшего. 
8 июля в Боливии прошёл митинг с требованиями закрытия посольства США.

## Семья
Не женат и никогда не состоял в официальном браке. Есть внебрачный ребёнок от Габриэлы Сапаты.